# Три Ведмеді (компанія)
Три Ведмеді — українська виробничо-торговельна компанія, що спеціалізується на виробництві морозива та заморожених продуктів.  Засновник — Дмитро Ушмаєв. Центральний офіс знаходиться в Києві, а основні виробничі потужності компанії зосереджені в Бердичеві.
Випускає продукцію під торговими марками Три Ведмеді, Monaco, Моржо, Главхолод, Альпійські історії, Мішутка, Від Шефа.

## Історія
Компанія Три Ведмеді була заснована у 1998 році. Стартова виробнича потужність складала 300 кг морозива в день. За два роки, з відкриттям нового цеху, виробнича потужність зросла до 6000 кг за добу.
У 2003 році компанія почала виробництво заморожених напівфабрикатів.
У період між 2004 і 2005 роками було відкрито філії в багатьох містах України: Львів, Черкаси, Біла Церква, Одеса, Харків, Донецьк.
У 2007 році був придбаний та реконструйований молокопереробний завод у м. Бердичів.
У 2012 році компанія отримала сертифікацію виробництва ISO 22 000, а у 2015 році також сертифікацію Halal.
У 2016 розпочався експорт продукції до Ізраїлю, Грузії та Молдови.
Станом на 2020 рік компанія окрім 60 видів морозива виробляє вареники, пельмені, равіолі, хінкалі, піцу та основи для піц.

## Нагороди
- З 2005 року компанія входить у ТОП-5 найпопулярніших компаній, що виготовляють морозиво.[8]
- 2010 - вибір року у категорії «Морозиво року»[9]
- У 2013 році бренд Три Ведмеді увійшов до ТОП-50 найпопулярніших брендів України за рейтингом журналу Фокус.[10]
- У 2019 році компанія увійшла до ТОП-100 найдорожчих брендів України за версією журналу Новое Время.[11]